# فرودگاه تک‌بانده قیصر
فرودگاه تک‌بانده قیصر (به انگلیسی: Käyser Airstrip) یک فرودگاه همگانی است . این فرودگاه در کشور سورینام قرار دارد .